# Похідні цінні папери
Похідні цінні папери — це деривативи (похідні фінансові інструменти), які існують як цінні папери.
Досить часто в літературі деривативи називають похідними цінними паперами. Дійсно, в деяких країнах світу всі деривативи вважаються цінними паперами та відносяться до категорії похідних цінних паперів. Проте, для України таке розуміння не є прийнятним. Згідно законодавства та теорії права в Україні не всі деривативи є похідними цінними паперами. 
В українській правовій думці цінними паперами вважаються винятково такі похідні фінансові інструменти:
- Опціони,
- Ф'ючерсні контракти.

Національна комісія з цінних паперів та фондового ринку, до компетенції якої віднесено правове регулювання випуску та обігу похідних цінних паперів, своїми актами регулює винятково емісію опціонів в формі сертифікатів опціонів. Таким чином, можна казати, що в Україні як похідні цінні папери існують винятково сертифікати опціонів.
Форвардні контракти та свопи не вважаються похідними цінними паперами.

## Виноски
1. ↑  Мица Юрій Вікторович. "Правова природа похідних цінних паперів". Х.: дис. на здобуття наук. ступ. к.ю.н., 2006 р.
2. ↑  Стаття 21 Закону України Про фінансові послуги та державне регулювання ринків фінансових послуг.
3. ↑  Порядок реєстрації випуску опціонних сертифікатів та проспекту їх емісії.